# 张伟民
张伟民（？—），香港人，長洲渔民，曾参与啟豐二號船員2012年登上釣魚島事件。

## 生平
张伟民是香港長洲渔民，是张金满之子。
以往驾驶「启豐二号」赴钓鱼岛的是温喜明。但温喜明称登岛行动屡屡受到香港特别行政区政府阻拦，故未曾成功驶出香港水域，故2012年找朋友张金满来驾船，充当机关长。张金满接受邀请后，瞒着妻子，带着两名儿子张伟民、张伟强同行。他们父子三人共同随啟豐二號驶抵钓鱼岛，随即被日本方面扣押，并被强制遣返。
2013年1月，張偉民因2012年7月11日在女廁所偷拍兩名少女當場被捕，而被香港東區法院判處入獄三十日。